# Michael Okuda

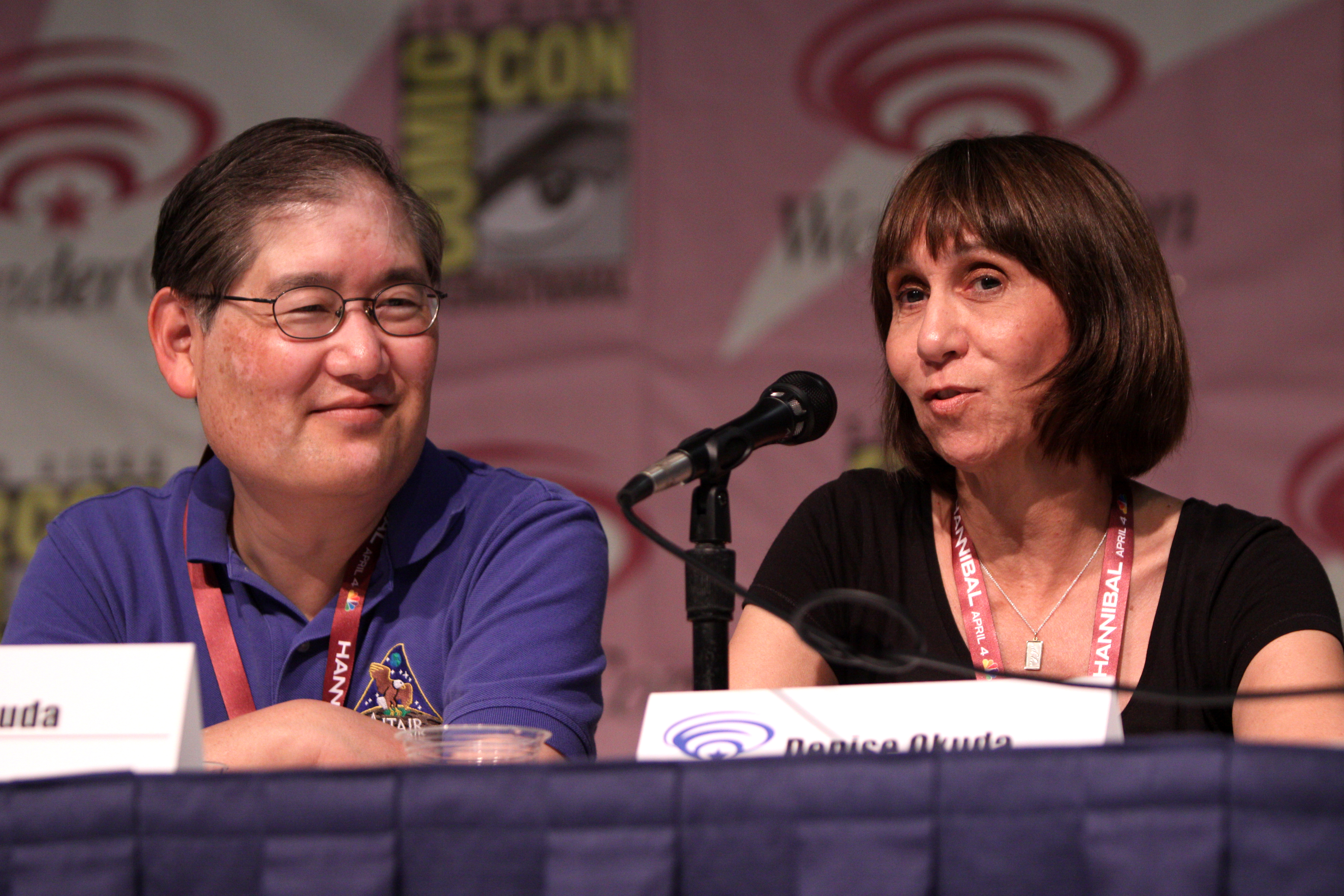
Michael und Denise Okuda auf der WonderCon 2013

Michael Hideo Okuda (* 6. August 19xy in Tokio, Japan) ist Designer und war der künstlerische Leiter und wissenschaftliche Berater (englisch Scenic Art Supervisor – Chefdesigner) für Star Trek.
Er ist japanstämmiger US-Amerikaner und wurde im 20. Jahrhundert am 6. August in Tokio geboren. Okuda stammt aus Hawaii, dort schloss er die Roosevelt High School ab und studierte Kommunikation an der University of Hawaii at Manoa.
Michael Okuda entwickelte die Benutzeroberfläche LCARS, Alienschriften und Gerätschaften für vier Star-Trek-Serien und sieben Star-Trek-Filme. Für seine Arbeit ist er drei Mal für den Emmy (Kategorie Beste visuellen Effekte) nominiert worden.
Er zeigte sein Talent auch schon bei anderen Filmen und Serien – zum Beispiel bei:
- The Flash (1990) (Computergrafiken)
- Human Target
- Red Dwarf

Für die NASA entwickelte er unter anderem das Logo für das Marsprogramm Constellation, die Logos der Ares Raketen, der Altair-Mondlandefähre und des Raumschiffs Orion. Dafür erhielt er 2009 die NASA-Medaille für Exceptional Public Service.